# Clima semitropical continental
El clima semitropical continental es una variante cálida del clima subtropical continental, relacionándose también con otros climas semitropicales. Las áreas con clima semitropical continental generalmente se encuentran del lado centro-oriental de los continentes, y a la latitud de los trópicos, con áreas en ambos hemisferios, pero ocupan mayor superficie en el hemisferio sur.

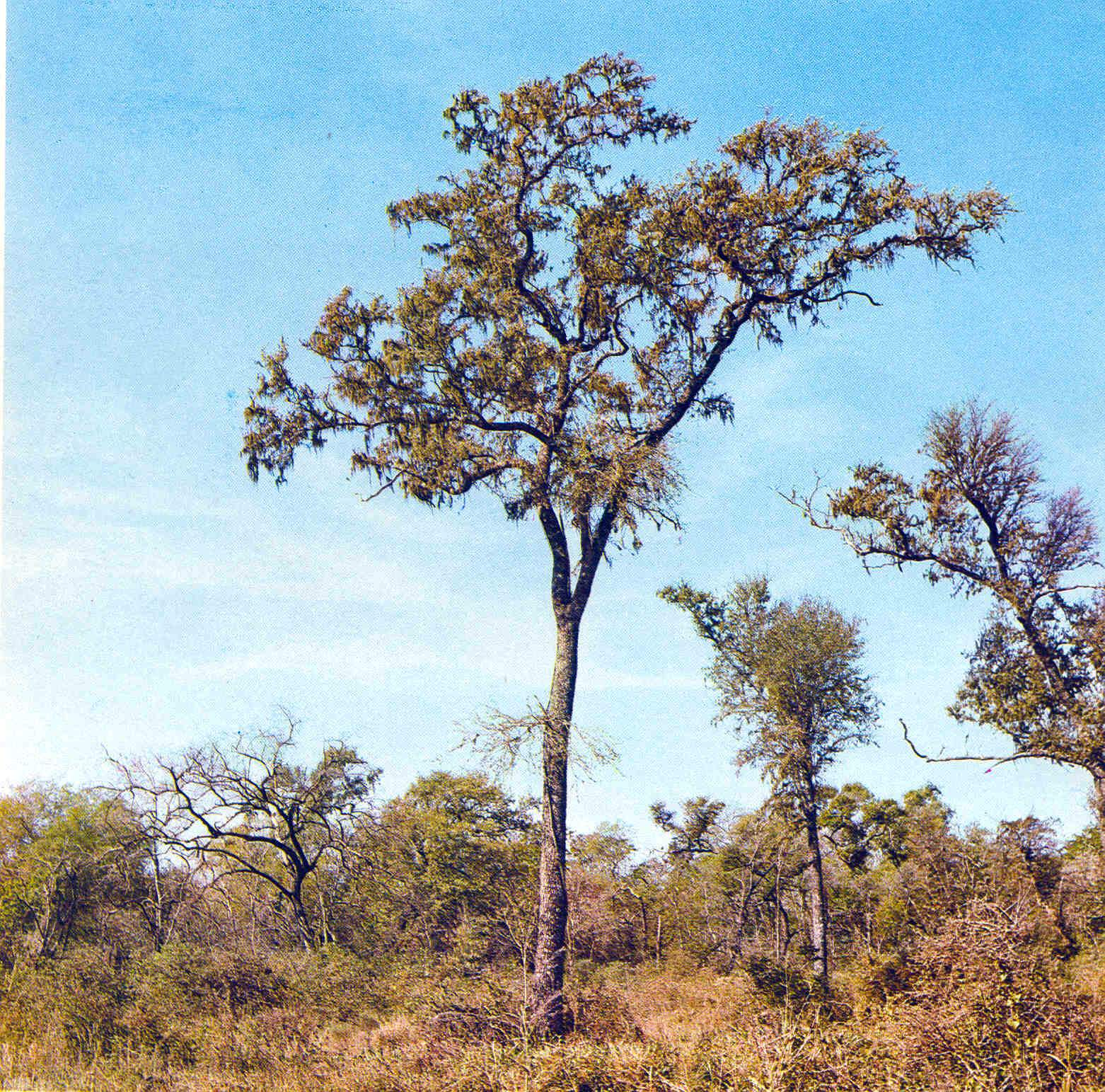
Quebracho colorado chaqueño, ejemplo de árbol característico del clima semitropical continental.

## Clasificación

### Definición térmica
Al clima semitropical continental, según la clasificación climática de Papadakis, se lo incluye dentro de los climas de tipo semitropical de los subtropicales, es decir, le asigna el número climático 4. Para que sea clima semitropical debe combinar por un lado que el mes más frío sea: «m», «n», «o», «M», «N», «O», y por el otro que el número térmico (comparación entre los meses más fríos versus los más cálidos) sea: «8».   
- mes más frío «m»: Mínima extrema absoluta media: entre -2.5 y 0 °C; mínima media: superior a 8 °C; máxima media: entre 21 y 25 °C. Ejemplo en este clima: Nueva Pompeya, Argentina.
- mes más frío «n»: Mínima extrema absoluta media: entre 0 y 2 °C; mínima media: superior a 8 °C; máxima media: entre 21 y 25 °C. Ejemplo en este clima: Pedro Peña, Paraguay.
- mes más frío «o»: Mínima extrema absoluta media: entre 2 y 7 °C; máxima media: entre 21 y 25 °C. Ejemplo en este clima: Ciudad Victoria, México.
- mes más frío «M»: Mínima extrema absoluta media: entre -2.5 y 0 °C; máxima media: superior a 25 °C. Ejemplo en este clima: Yuto, Argentina.
- mes más frío «N»: Mínima extrema absoluta media: entre 0 y 2 °C; máxima media: superior a 25 °C. Ejemplo en este clima: Mupa, Angola.
- mes más frío «O»: Mínima extrema absoluta media: entre 2 y 7 °C; máxima media: superior a 25 °C. Ejemplo en este clima: Chicôa, Mozambique.
- número térmico «8»: Promedio de las máximas medias de los 6 meses más cálidos: superior a 25 °C; mínima extrema media durante 4 meses y medio o más: superior a 7 °C; mínima media en por lo menos 1 mes: inferior a 18 °C. Ejemplo en este clima: Villamontes, Bolivia.

Dentro de los semitropicales, las precipitaciones, tanto su cantidad como la distribución a lo largo del año, además del tipo de verano, indicarán si a una localidad le corresponde el tipo climático semitropical continental (número climático: 4.3). Para ello, el régimen hídrico debe de ser monzónico; las precipitaciones en primavera deben ser menores al 50% de la evapotranspiración potencial; los meses secos deben ser de 3 o más; y el mes más cálido contará con una máxima media superior a 33,5 °C.

### Clasificación según Köppen
En la clasificación climática de Köppen, al clima semitropical continental se lo incluye dentro de los climas del tipo Templado/Mesotermal (letra «C»).

## Características
Las áreas con clima semitropical continental cuentan con muchas de las características del clima subtropical continental, pero en ellas la vernalización invernal no es suficiente, por lo que los cultivos con necesidades criófilas sufren o solo se hacen empleando variedades de bajo requerimiento de frío. Como resultado, estas regiones presentan tanto las desventajas de los climas tropicales (vernalización exigua), como las desventajas de los climas subtropicales (inviernos con heladas).

## Regiones con clima semitropical continental
El clima semitropical continental se encuentra en América del Norte, en sectores de la costa del golfo de México en México.
En América del Sur se distribuye en el sudeste de Bolivia; en el oeste de Paraguay; y en el norte de la Argentina, en las provincias de Salta en el este, en el sudeste de la provincia de Jujuy, en el noreste de Santiago del Estero, y en las mitades occidentales de las provincias de Chaco, y Formosa.  
En África, se distribuye en Angola, y Mozambique.
En Asia, se encuentra en el sudeste de Pakistán, y el centro-norte de la India.

En Oceanía, se distribuye en el centro-norte de Australia.

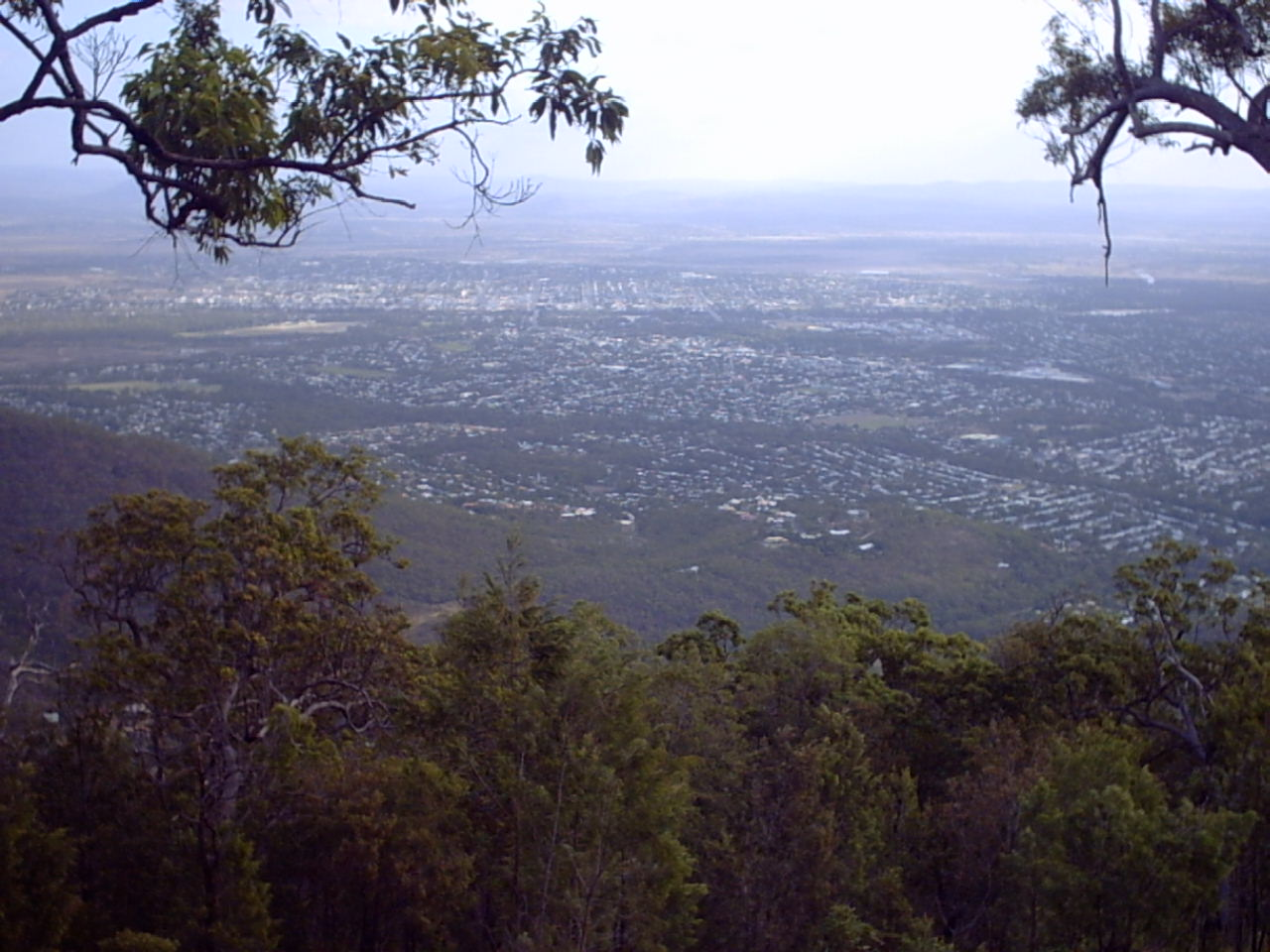
Rockhampton en Australia, un ejemplo de ciudad de clima semitropical continental.

### Localidades
- Mupa,  Angola
- Pereira d'Eca, Angola
- Yuto, Jujuy,  Argentina
- Rivadavia, Salta, Argentina
- Santa Victoria Este, Salta, Argentina
- Coronel Juan Solá, Salta, Argentina
- Hickmann, Salta, Argentina
- Campo Durán, Salta, Argentina
- Dragones, Salta, Argentina
- Tartagal, Salta, Argentina
- Embarcación, Salta, Argentina
- El Tabacal, Salta, Argentina
- Misión Chaqueña, Salta, Argentina
- Nueva Pompeya, Chaco, Argentina
- Pampa del Infierno, Chaco, Argentina
- El Sauzalito, Chaco, Argentina
- Misión Nueva Pompeya, Chaco, Argentina
- Fuerte Esperanza, Chaco, Argentina
- Monte Quemado, Santiago del Estero, Argentina
- Pampa de los Guanacos, Santiago del Estero, Argentina
- El Caburé, Santiago del Estero, Argentina
- Campo Gallo, Santiago del Estero, Argentina
- Los Pirpintos, Santiago del Estero, Argentina
- Ingeniero Juárez, Formosa, Argentina
- General Mosconi, Formosa, Argentina
- Pozo de Maza, Formosa, Argentina
- Daly Waters,  Australia
- Katherine, Territorio del Norte, Australia
- Rockhampton, Queensland, Australia
- Villamontes, Tarija,  Bolivia
- Muyupampa, Chuquisaca, Bolivia
- Barner,  India
- Bhuj, India
- Kanpur, India
- Varanasi, India
- Baroda, India
- Ranchi, India
- Purnea, India
- Ciudad Victoria, Tamaulipas,  México
- Caniçado,  Mozambique
- Chicôa, Mozambique
- Hyderabad, Sind,  Pakistán
- Mariscal Estigarribia, Boquerón,  Paraguay
- Pedro Peña, Boquerón, Paraguay
- Filadelfia, Boquerón, Paraguay
- Nueva Asunción, Boquerón, Paraguay
- Las Breñas, Chaco, Argentina
- Gancedo, Chaco, Argentina

| Parámetros climáticos promedio de Rockhampton, Australia. | Parámetros climáticos promedio de Rockhampton, Australia. | Parámetros climáticos promedio de Rockhampton, Australia. | Parámetros climáticos promedio de Rockhampton, Australia. | Parámetros climáticos promedio de Rockhampton, Australia. | Parámetros climáticos promedio de Rockhampton, Australia. | Parámetros climáticos promedio de Rockhampton, Australia. | Parámetros climáticos promedio de Rockhampton, Australia. | Parámetros climáticos promedio de Rockhampton, Australia. | Parámetros climáticos promedio de Rockhampton, Australia. | Parámetros climáticos promedio de Rockhampton, Australia. | Parámetros climáticos promedio de Rockhampton, Australia. | Parámetros climáticos promedio de Rockhampton, Australia. | Parámetros climáticos promedio de Rockhampton, Australia. |
| Mes                                                       | Ene.                                                      | Feb.                                                      | Mar.                                                      | Abr.                                                      | May.                                                      | Jun.                                                      | Jul.                                                      | Ago.                                                      | Sep.                                                      | Oct.                                                      | Nov.                                                      | Dic.                                                      | Anual                                                     |
| --------------------------------------------------------- | --------------------------------------------------------- | --------------------------------------------------------- | --------------------------------------------------------- | --------------------------------------------------------- | --------------------------------------------------------- | --------------------------------------------------------- | --------------------------------------------------------- | --------------------------------------------------------- | --------------------------------------------------------- | --------------------------------------------------------- | --------------------------------------------------------- | --------------------------------------------------------- | --------------------------------------------------------- |
| Temp. máx. abs. (°C)                                      | 42.5                                                      | 43.3                                                      | 42.1                                                      | 35.4                                                      | 32.6                                                      | 32.3                                                      | 30.6                                                      | 35.1                                                      | 37.1                                                      | 41.1                                                      | 45.3                                                      | 41.3                                                      | 45.3                                                      |
| Temp. máx. media (°C)                                     | 31.9                                                      | 31.3                                                      | 30.5                                                      | 28.8                                                      | 26.0                                                      | 23.4                                                      | 23.1                                                      | 24.7                                                      | 27.3                                                      | 29.6                                                      | 31.2                                                      | 32.1                                                      | 28.3                                                      |
| Temp. mín. media (°C)                                     | 22.1                                                      | 22.1                                                      | 20.8                                                      | 17.9                                                      | 14.2                                                      | 10.9                                                      | 9.5                                                       | 10.6                                                      | 13.5                                                      | 17.0                                                      | 19.5                                                      | 21.2                                                      | 16.6                                                      |
| Temp. mín. abs. (°C)                                      | 16.3                                                      | 16.2                                                      | 11.0                                                      | 4.7                                                       | 2.9                                                       | -1.0                                                      | -0.9                                                      | -0.3                                                      | 3.4                                                       | 7.0                                                       | 9.4                                                       | 10.2                                                      | -1.0                                                      |
| Precipitación total (mm)                                  | 127.6                                                     | 143.0                                                     | 95.5                                                      | 44.4                                                      | 48.1                                                      | 39.0                                                      | 29.6                                                      | 27.6                                                      | 23.1                                                      | 50.2                                                      | 69.8                                                      | 101.4                                                     | 799.0                                                     |
| Fuente: Australian Bureau of Meteorology                  |                                                           |                                                           |                                                           |                                                           |                                                           |                                                           |                                                           |                                                           |                                                           |                                                           |                                                           |                                                           |                                                           |

### Vegetación
En América del Sur, las regiones con este clima presentan como vegetación dominante al bosque chaqueño semixerófilo, con sabanas en las abras y sobre los médanos.